# David Chilton Phillips
David Chilton Phillips, Baró Phillips d'Ellesmere, KBE, FRS (7 de març de 1924 – 23 de febrer de 1999) va ser un científic i polític pioner en la disciplina científica de la biologia estructural i professor de la Universitat d'Oxford (1968-1985).

## Recerca científica
Phillips va ser el primer a determinar l'estructura atòmica detallada de l'enzim lisozim, la qual cosa va fer als Davy Faraday Research Laboratories de la Royal Institution de Londres l'any 1965. Els lisozims havien estat descoberts l'any 1922 per Alexander Fleming, es troben en les gotes de les llàgrimes, el moc nasal, les secrecions gàstriques i la clara d'ou. Els lisozims mostren alguna activitat antibacteriana i per tant, descobrir la seva estructura i manera d'actuar eren objectius científics. David Phillips a més d'explicar-ne l'estructura també va fer el mateix amb el mecanisme amb el qual destrueix alguns bacteris. Va aplicar encertadament la tècnica cristal·lografia dels raigs X que havia après quan estudiava a la Universitat de Cardiff.

## Honors
David va ser fet cavaller (Knight Bachelor) el 1979, i també investit com Knight Commander of the Order of the British Empire (KBE) el 1989, i creat vitaliciament (Life Peer) com Baron Phillips of Ellesmere, d'Ellesmere en el Comtst de Shropshire el 14 de juliol de 1994. En la House of Lords del parlament britànic, presidí un comitè sobre Ciència i Tecnologia a mésd'estar considerst com qui va fer que entrés aquest Parlament dins la World Wide Web. l'any 1994, va ser premiat com Honorary Degree (Doctor de Ciència) per la Universitat de Bath.
L'any 1980 va ser invitat a donar una sèrie de parlaments a la Royal Institution Christmas Lecture sobre The Chicken, the Egg and the Molecules («el pollastre, l'ou i les molècules»), seguida d'una segona sèrie sobre Crystals and Lasers el 1988.
Va guanyar el Premi Mundial de Química.